# Aberdyfi
Aberdyfi o - secondo la forma anglicizzata, tuttora in uso - Aberdovey (800 ab. ca.) è una località balneare del Galles centro-occidentale, facente parte della contea di Gwynedd e situata ai margini meridionali del Parco Nazionale di Snowdonia e lungo l'estuario del fiume Dyfi/Dovey (da cui il Aberdyfi/Aberdovey), di fronte alla Baia di Cardigan (Mare d'Irlanda).

## Geografia fisica

### Collocazione
Aberdyfi si trova nella parte sud-occidentale della contea del Gwynedd, lungo il confine con la contea del Ceredigion, a circa metà strada tra Barmouth ed Aberystwyth (rispettivamente a sud della prima e a nord della seconda), a pochi chilometri a sud di Tywyn, nonché a ca. 17 km ad ovest di Machynlleth e ca. 40 km a sud-ovest di Dolgellau.

## Storia
La località è menzionata per la prima volta nel 1109, quando si parlava di un'imbarcazione ancorata lungo l'estuario del fiume Dyfi.
I primi edifici pare risalgano però solo a non prima del 1569.

## Aberdyfi in musica
La località è "protagonista" del brano tradizionale The Bells of Aberdovey (in gallese: Clychau Aberdyfi), ovvero "Le campane di Aberdyfi", composto nel 1785.